# Principle Group

Principle Group es una empresa internacional dedicada a la implementación de marcas con sede en Huddersfield, Reino Unido, cuenta con oficinas en países como  Estados Unidos, Alemania, Francia, Italia, Brasil, Japón, Australia y la India.

## Historia
Principle Group fue creada en 1987 en una oficina alquilada en una antigua fábrica textil en Scissett , Huddersfield. Su fundador Richard Butterfield sigue siendo el único accionista registrado de la compañía.
Inicialmente, la empresa ofrecía servicios de gestión para la implementación de un cambio en la señalización para edificios comerciales. Amplió su oferta de servicios y pasó de ser intermediario en el cambio de señalización a ser una empresa dedicada a la implementación global de las marcas y la identidad corporativa. Su expansión comprende la apertura de nuevas oficinas en Reino Unido, en Northamptonshire y Leicestershire, junto con las operaciones internacionales en Milán, Munich, Lyon, Río de Janeiro, Shanghái, Bangalore, Ciudad del Cabo, Moscú, Tokio y Brisbane. En febrero del 2009, se puso en marcha una división de operaciones en América del Norte con sede en Knoxville, Tennessee. Además se estableció una red de afiliados internacional para trabajar en grandes proyectos. En julio de 2014, Principle Group anunció los detalles de un plan de inversión de £3 millones (libras) para ampliar su presencia en Huddersfield, el plan consiste en desarrollar una zona industrial adyacente a su oficina central.
Principle Group ahora provee servicios a más de 60 países y sus clientes incluyen las empresas Chrysler, Accenture, TE Connectivity, Barclays, HSBC, Nissan, Royal Bank of Scotland Group, ArcelorMittal, BMW, Xerox, y Towers Watson.

## Innovación
En 2011, Principle Group diseñó y fabricó por primera vez en el mundo la señalización que funciona a base de energía solar para los fabricantes de coches verdes Fisker Automotive. La primera instalación se realizó en el showroom de Century Automotive en Huntsville, Alabama.
Principle Link, la división de mantenimiento de las instalaciones de Principle Group, ha desarrollado dos productos únicos diseñados para ayudar a los clientes que utilizan audífonos a mejorar su comunicación. El Dual Amp Loop (producto patentado) ayuda a dos usuarios con audífonos a hablar y escucharse entre sí sin la intrusión del ruido de fondo excesivo,, mientras el audio emitido por Principle Link es un monitor que cuenta con la tecnología de circuito de inducción integrado, por lo que es ideal para facilitar la comunicación entre el personal y los clientes.

## Premios
La compañía ganó el "Huddersfield Daily Examiner Business of the Year Award 2012".  y el premio "Examiner Creative Enterprise Award 2008" debido a sus productos innovadores. En diciembre del 2013, Principle Group fue nombrado como una de las  1.000 empresas de la Bolsa de Valores de Londres para inspirar a Gran Bretaña (London Stock Exchange’s 1000 Companies To Inspire Britain). En el mes de abril del 2014, Richard Butterfield, el presidente de Principle, fue nombrado finalista para ganar el premio al mejor emprendedor en el Norte de Inglaterra del año 2014 (EY’s North of England Entrepreneur of the Year Awards 2014).